# Edward Russell, 2. Baron Russell of Liverpool
Edward Frederick Langley Russell, 2. Baron Russell of Liverpool CBE, MC (* 10. April 1895; † 8. April 1981), war ein britischer Soldat, Anwalt und Historiker.

## Leben
Russell war der Sohn von Richard Henry Langley Russell, dem zweiten Sohn von Edward Russell, 1. Baron Russell of Liverpool, und trat die Titelnachfolge seines Großvaters 1920 an. Er wurde am Liverpool College und am St John’s College (Oxford) ausgebildet. Mit Auszeichnung diente er im Ersten Weltkrieg, in dem er das Military Cross drei Mal verliehen bekam. Danach wurde er ein prominenter Anwalt. Als Gesandter Generalanwalt der Britischen Rheinarmee gehörte er zu den Hauptrechtsberatern während der Kriegsverbrechertribunale nach dem Zweiten Weltkrieg.
Wegen der Veröffentlichung des Buches The Scourge of the Swastika: A Short History of Nazi War Crimes (London 1954) trat er von seinem Regierungsposten zurück. Der Daily Express publizierte in diesem Jahr Ausschnitte daraus unter der Überschrift Das Buch, das sie verbieten wollten. Der Band schildert anhand der Verhörprotokolle und Zeugenberichte einige der Nazi-Gräuel und zieht erschreckende Bilanzen. Er wurde in Großbritannien zum Bestseller und auch die schnell vorgelegte deutsche Übersetzung fand in beiden deutschen Staaten großen Absatz. Das Buch wurde 2008 in den USA neu aufgelegt und mit einem Vorwort von Alistair Horne versehen. Dieser war 1954 Auslandskorrespondent des Daily Telegraph in Deutschland und hatte die ursprüngliche Veröffentlichung scharf kritisiert, weil sie einem Antigermanismus Vorschub leistete, der die internationale politische Wiedereingliederung Adenauers Bundesrepublik Deutschland behindern konnte und Angst vor dem Aufbau deutscher Streitkräfte im Rahmen der NATO schürte. In der neuen Ausgabe verschiebt Horne den Fokus der Rezension weg von der Einmaligkeit deutscher Übel auf die Dimension des Bösen, zu dem der Mensch überhaupt fähig ist (Pol Pot, Terrorismus). Lord Russells Buch erfährt nach über einem halben Jahrhundert eine Renaissance und verdient gerade in der Zeit, in der die letzten Zeitzeugen sterben, neue Aufmerksamkeit. Lord Russell legte mit The Knights of Bushido: A Short History of Japanese War Crimes 1958 ein weiteres bedeutendes Buch vor.
Lord Russell of Liverpool verstarb im Alter von 85 Jahren im April 1981. Sein Nachfolger als Baron ist sein Enkel Simon Gordon Jared Russell, da sein einziger Sohn Captain Hon. Langley Gordon Haslingden Russell noch vor ihm verstorben war.